# Table des caractères Unicode (F9000-F9FFF)
Cette page contient des caractères spéciaux ou non latins. S’ils s’affichent mal (▯, ?, etc.), consultez la page d’aide Unicode.
Cette page décrit la liste des caractères Unicode codés de U+F9000 à U+F9FFF en hexadécimal (1 019 904 à 1 023 999 en décimal).

## Sous-ensembles
La liste suivante montre les sous-ensembles spécifiques de cette portion d’Unicode.
| Sous-ensemble                       | Réservés | Réservés | Décimal | Décimal   |
| Sous-ensemble                       | Début    | Fin      | Début   | Fin       |
| ----------------------------------- | -------- | -------- | ------- | --------- |
| Zone à usage privé supplémentaire A | F0000    | FFFFD    | 983 040 | 1 048 573 |